# История на Бурса
Историята на Бурса обхваща над две хиляди и шестстотин години.

## Античност
Най-ранното известно селище на мястото е древногръцкият град Киос (на гръцки: Κιος), който е основан като колония на преселници от Милет през 625 г. пр.н.е..
От 553 г. пр.н.е. градът е под властта на силното Лидийско царство, управлявано от Крез, след което преминава под властта на персийците по времето на Ахеменидите. От 459 г. пр.н.е. е съюзник на Древна Атина, а от 466 г. пр.н.е. е в състава на Делоския съюз. След поражението на атиняните в Пелопонеските войни, персите отново подчиняват Киос под властта си, но в 334 г. пр.н.е. Александър Велики им го отнема.
От 330 г. пр.н.е. градът започва да сече и емитира свои монети.
Киос е разрушен и разграбен по време на войните между диадохите за наследството на Александър Македонски, след което се оказва във владение на царя на Витиния Прусий I поради това, че му е предаден в знак на лоялност от Филип V Македонски през 202 г. пр.н.е. заедно с другото витинско пристанище на брега на Мраморно море от това време – Мирлея.
Прусий решава да основе нова столица на държавата си и наместо стария пристанищен град Киос (днес Три́глия), мести града под склоновете на Улудаг. Градът е именуван в чест на Прусий – на Пруса (на старогръцки: Προῦσα), откъдето произлиза транслитерирано и съвременното му име Бурса. Според Плиний Стари, първият камък в основата на новата столица на Витиния положил лично Ханибал Барка. 
Районът става и лобно място за Ханибал Барка. Прусий се обръща за помощ чрез Евмен II към Древен Рим в спора му с Филип V Македонски. Плутарх, Апиан и Тит Ливий предават, че римляните са знаели, че Ханибал е в двора на царя на Витиния, а Тит Квинкций Фламинин го разбрал вече във Витиния.  По изричната воля на римляните са блокирани всички пътища по суша и море по време, когато Ханибал е в Гебзе. Разбирайки за безнадеждното си положение, той изпива чашата с отрова, за да не попадне жив в ръцете на противника, срещу когото е воювал през целия си живот.
Римската република включва в територията си Витиния заедно с Пруса и Киос през 74 г. пр.н.е. Градът не е столица на римската провинция, тъй като римляните избират за резиденция бившата столица на витинските царе Никомедия, а за най-проспериращ град по римско време минава Никея, където е и наложен символа на вярата. През 27 г. пр.н.е. Витиния e сенаторска провинция. Около 162 г. римският император Марк Аврелий прави Витиния императорска провинция. Бурса се издига най-вече като градски център по времето на Юстиниан Велики.

## Средновековие
По византийско време града и околността са място с едни от най-значимите култови християнски сгради – църкви и манастири. В манастира Свети Полихрон (Витиния) е създадена първата славянска азбука – глаголицата.
През 925 г. градът е обсаден от емира на Алепо, а през 1097 г. и от селджуките. През 1204 г. е обсаден от франките, създали т.нар. Латинска империя в Константинопол, но градът остава в рамките на Никейската империя.
Бурса е донякъде и символично първата голяма и значима столица като град на новата Османска империя в залеза на Византия. Османците превземат Бурса в 1326 г. и тя е столица на новата империя до 1365 г., когато столицата е преместена в Адрианопол, но Бурса си остава най-важния османски форпост в Анадола. Тук са погребани родоначалниците на османската династия Осман и Орхан.
Бурса е мястото, където е заточен и умира видинския цар Иван Срацимир. Османският султан Баязид I построява в Бурса богословски комплекс между 1390 и 1395 г.  и т.нар. Голяма джамия в чест на победата си в битката при Никопол. През 1413 г. Бурса е обсадена от караманците. Мурад II след смъртта на баща си Мехмед I му издига в Бурса тюрбе с джамия. Населението на града към 1487 г. възлиза на около 45 хил. жители. 
След изгонването на евреите от Испания, преселниците от Майорка издигат своя синагога в Бурса.
През османския период Бурса се превръща в център на копринената (бубената) индустрия на империята като суровата коприна се внася от Персия и Китай. В града се произвеждат кафтани, възглавници, бродерии и всякакви копринени продукти за османските до самия край на 17 век.

## Ново време
Голямо земетресение срива Бурса на 16 февруари 1855 г. в 10 часа местно време и се повтаря 31 март същата година в 2 часа през нощта.
През 1975 г. в Бурса е открит университет.
В Турция Бурса се превръща в един от индустриалните центрове на страната и днес Бурса е четвъртият по големина град в страната. Известен е и като българската столица в Турция, предвид на това балканските турци емигрират най-вече целенасочено към Бурса.